# Сильва, Эрмес
Эрмес Сильва (исп. Hermes Silva; род. 14 октября 1950, Сьюна, Атлантико-Норте) — никарагуанский боксёр. Участник летних Олимпийских игр 1968 года.

## Биография
Эрмес Сильва родился 14 октября 1950 года в никарагуанском городе Сьюна.
В 1968 году вошёл в состав сборной Никарагуа на летних Олимпийских играх в Мехико. В весовой категории до 54 кг в 1/32 финала единогласным решением судей проиграл Кеннету Кэмпбеллу с Ямайки — 0:5.
В 1970—1973 годах выступал на профессиональном ринге. Дебютный бой провёл в феврале 1970 года в Манагуа против Марсьяля Лойолы из Коста-Рики. Он стал единственным победным в его профессиональной карьере: последующие семь поединков в Никарагуа, Коста-Рике, Венесуэле, Колумбии и Панаме Силва проиграл, в том числе четыре нокаутом.